# Герасимов, Серго Борисович
Серго Борисович Герасимов (р. 20 декабря 1937, Саранск)― российский физик, доктор физико-математических наук, лауреат Государственной премии СССР.
Родился в Саранске в семье инженеров, назван в часть Орджоникидзе. Несколько лет жил во Владивостоке, куда переехали родители. После смерти отца, погибшего в результате несчастного случая, вернулся с матерью в Саранск.
Окончил Московский государственный университет им. М. В. Ломоносова (1960).
С 1963 г. работает в Лаборатории теоретической физики ОИЯИ, в настоящее время — главный научный сотрудник.
Автор научных исследований в области теории правил сумм в физике электромагнитных взаимодействий, спектроскопии адронов, свойств элементарных частиц на основе составных моделей, релятивистской ядерной физике.
Полученные им результаты широко используются в проведении научных экспериментов в России и за рубежом.
Соавтор правила сумм Герасимова-Дрелла-Хирна.
Доктор физико-математических наук (1984, тема диссертации «Исследование электромагнитной структуры адронов и фотореакций на основе составных моделей и метода правил сумм».
Лауреат Государственной премии СССР за 1977 год — за цикл работ по исследованию расщепления лёгких ядер γ-лучами высокой энергии методом камер Вильсона, действующих в мощных пучках электронных ускорителей.